# 歡迎來到布達佩斯大飯店獲獎與提名列表
《布达佩斯大饭店》是一部於2014年上映的喜劇電影，並由魏斯·安德森執導和編劇。它改編自安德森和雨果·堅尼斯的故事，並啟發自的作品。電影是一齣群戲，而當中雷夫·范恩斯主演禮賓部人員，他被控謀殺後與其中一位下屬（飾）合作去證明他的清白。
《歡迎來到布達佩斯大飯店》是一部國際聯合製片電影。它在第64屆柏林影展作為開幕電影首映，並贏得評審團大獎。福斯探照燈影業於2014年3月7日發行電影，並以2500萬美元的預算在全球獲得1億7400萬美元。《歡迎來到布達佩斯大飯店》獲得影評人廣泛好評，許多都將它排進年終前10位榜單。汇总媒体網站爛番茄根據274篇影評，給予電影92%的好評。
電影入圍9項奥斯卡金像奖，包括最佳影片和最佳导演（均由《鳥人》贏得，與《歡迎來到布達佩斯大飯店》在典禮中入圍和得獎的數量並列）。《歡迎來到布達佩斯大飯店》在奥斯卡金像奖贏得最佳服装设计、最佳化妆与发型设计、最佳艺术指导和最佳原创音乐。電影在英国电影学院奖入圍11項，為全場最多，包括最佳男主角（雷夫·范恩斯）、最佳导演和最佳影片。它與奧斯卡金像獎贏得相同範疇，當中包括最佳原创剧本。電影在金球獎入圍4項，並贏得最佳音樂及喜劇電影。它還在美國演員工會獎入圍最佳整體演出 。亚历山大·德斯普拉在第57届格莱美奖贏得最佳視覺媒體原聲音樂。

## 榮譽
| 獎項                    | 典禮日期       | 範疇                       | 獲獎與入圍者 | 結果  | 參考          |
| ----------------------- | -------------- | -------------------------- | --- | ----- | ------------- |
| 澳大利亞影視藝術學院獎  | 2015年1月31日  | 最佳國際電影               | 《布达佩斯大饭店》 | 提名  | [ 13 ]        |
| 澳大利亞影視藝術學院獎  | 2015年1月31日  | 最佳國際導演               | 魏斯·安德森 | 提名  | [ 13 ]        |
| 澳大利亞影視藝術學院獎  | 2015年1月31日  | 最佳國際劇本               | 魏斯·安德森 | 提名  | [ 13 ]        |
| 奥斯卡金像奖            | 2015年2月22日  | 最佳影片                   | 魏斯·安德森、、史蒂芬·瑞爾斯、傑里米·道森                                                                                             | 提名  | [ 8 ]         |
| 奥斯卡金像奖            | 2015年2月22日  | 最佳导演                   | 魏斯·安德森 | 提名  | [ 8 ]         |
| 奥斯卡金像奖            | 2015年2月22日  | 最佳原创剧本               | 魏斯·安德森、雨果·堅尼斯 | 提名  | [ 8 ]         |
| 奥斯卡金像奖            | 2015年2月22日  | 最佳原创音乐               | 亚历山大·德斯普拉 | 獲獎  | [ 8 ]         |
| 奥斯卡金像奖            | 2015年2月22日  | 最佳攝影                   | 羅勃·約曼 | 提名  | [ 8 ]         |
| 奥斯卡金像奖            | 2015年2月22日  | 最佳影片剪辑               | 巴尼·皮林 | 提名  | [ 8 ]         |
| 奥斯卡金像奖            | 2015年2月22日  | 最佳艺术指导               | 亞當·斯托克豪森和安娜·平诺克 | 獲獎  | [ 8 ]         |
| 奥斯卡金像奖            | 2015年2月22日  | 最佳服装设计               | 米莱娜·坎农诺 | 獲獎  | [ 8 ]         |
| 奥斯卡金像奖            | 2015年2月22日  | 最佳化妆与发型设计         | 弗朗西斯·漢農、馬克·庫里爾 | 獲獎  | [ 8 ]         |
| 女性电影记者联盟        | 2015年1月12日  | 最佳影片                   | 《布达佩斯大饭店》 | 提名  | [ 14 ] [ 15 ] |
| 女性电影记者联盟        | 2015年1月12日  | 最佳導演                   | 魏斯·安德森 | 提名  | [ 14 ] [ 15 ] |
| 女性电影记者联盟        | 2015年1月12日  | 最佳原創劇本               | 魏斯·安德森 | 提名  | [ 14 ] [ 15 ] |
| 女性电影记者联盟        | 2015年1月12日  | 最佳電影音樂或配樂         | 亚历山大·德斯普拉 | 提名  | [ 14 ] [ 15 ] |
| 女性电影记者联盟        | 2015年1月12日  | 最佳整體表現（選角導演）   | 《布达佩斯大饭店》（與《鳥人》共享）                                                                                                  | 獲獎  | [ 14 ] [ 15 ] |
| ACE艾迪獎               | 2015年1月30日  | 最佳音樂及喜劇剪輯電影     | 巴尼·皮林 | 獲獎  | [ 16 ]        |
| 美國攝影師協會獎        | 2015年2月15日  | 戲劇電影                   | 羅勃·約曼 | 提名  | [ 17 ]        |
| 藝術指導工會獎          | 2015年1月31日  | 傑出時代電影製作設計       | 亞當·斯托克豪森 | 獲獎  | [ 18 ]        |
| 奥斯汀影评人协会        | 2014年12月17日 | 十佳電影                   | 《布达佩斯大饭店》 | 第3名 | [ 19 ]        |
| 比利時影評人協會獎      | 2015年1月10日  | 大獎                       | 《布达佩斯大饭店》 | 提名  | [ 20 ]        |
| 柏林影展                | 2014年2月15日  | 評審團大獎                 | 魏斯·安德森 | 獲獎  | [ 21 ]        |
| 英国电影学院奖          | 2015年2月8日   | 最佳影片                   | 《布达佩斯大饭店》 | 提名  | [ 9 ]         |
| 英国电影学院奖          | 2015年2月8日   | 最佳导演                   | 魏斯·安德森 | 提名  | [ 9 ]         |
| 英国电影学院奖          | 2015年2月8日   | 最佳原创剧本               | 魏斯·安德森 | 獲獎  | [ 9 ]         |
| 英国电影学院奖          | 2015年2月8日   | 最佳男主角                 | 雷夫·范恩斯 | 提名  | [ 9 ]         |
| 英国电影学院奖          | 2015年2月8日   | 最佳電影音樂               | 亚历山大·德斯普拉 | 獲獎  | [ 9 ]         |
| 英国电影学院奖          | 2015年2月8日   | 最佳攝影                   | 羅勃·約曼 | 提名  | [ 9 ]         |
| 英国电影学院奖          | 2015年2月8日   | 最佳剪輯                   | 巴尼·皮林 | 提名  | [ 9 ]         |
| 英国电影学院奖          | 2015年2月8日   | 最佳藝術指導               | 亞當·斯托克豪森、安娜·平諾克 | 獲獎  | [ 9 ]         |
| 英国电影学院奖          | 2015年2月8日   | 最佳服裝設計               | 米蘭拉·坎農諾 | 獲獎  | [ 9 ]         |
| 英国电影学院奖          | 2015年2月8日   | 最佳化妝與髮型設計         | 弗朗西斯·漢農 | 獲獎  | [ 9 ]         |
| 英国电影学院奖          | 2015年2月8日   | 最佳音效                   | 韋恩·萊默（Wayne Lemmer）、克里斯托弗·斯卡拉波斯奧、帕維爾·沃道恰克（Pawel Wdowczak）                                                                           | 提名  | [ 9 ]         |
| 美國選角導演協會        | 2015年1月22日  | 電影公司或獨立喜劇         | 道格拉斯·艾伯爾（Douglas Aibel）、吉娜·傑（Jina Jay）、亨利·羅素·伯爾格斯坦（Henry Russell Bergstein）                                                                            | 獲獎  | [ 22 ] [ 23 ] |
| 凯撒电影奖              | 2015年2月20日  | 最佳外語片                 | 《布达佩斯大饭店》 | 提名  | [ 24 ]        |
| 芝加哥影评人协会獎      | 2014年12月15日 | 最佳影片                   | 《布达佩斯大饭店》 | 提名  | [ 25 ]        |
| 芝加哥影评人协会獎      | 2014年12月15日 | 最佳导演                   | 魏斯·安德森 | 提名  | [ 25 ]        |
| 芝加哥影评人协会獎      | 2014年12月15日 | 最佳原创剧本               | 魏斯·安德森 | 獲獎  | [ 25 ]        |
| 芝加哥影评人协会獎      | 2014年12月15日 | 最佳藝術指導/製作設計      | 亞當·斯托克豪森、安娜·平諾克 | 獲獎  | [ 25 ]        |
| 芝加哥影评人协会獎      | 2014年12月15日 | 最佳摄影                   | 羅勃·約曼 | 獲獎  | [ 25 ]        |
| 芝加哥影评人协会獎      | 2014年12月15日 | 最佳剪輯                   | 巴尼·皮林 | 提名  | [ 25 ]        |
| 芝加哥影评人协会獎      | 2014年12月15日 | 最佳原创音乐               | 亞歷山大·戴斯培 | 提名  | [ 25 ]        |
| 芝加哥影评人协会獎      | 2014年12月15日 | 最有前途演員               | | 提名  | [ 25 ]        |
| 劇裝設計師協會          | 2015年2月17日  | 傑出時代電影               | 米蘭拉·坎農諾 | 獲獎  | [ 26 ]        |
| 评论家选择电影奖        | 2015年1月15日  | 最佳電影                   | 《布达佩斯大饭店》 | 提名  | [ 27 ]        |
| 评论家选择电影奖        | 2015年1月15日  | 最佳導演                   | 魏斯·安德森 | 提名  | [ 27 ]        |
| 评论家选择电影奖        | 2015年1月15日  | 最佳男主角                 | 雷夫·范恩斯 | 提名  | [ 27 ]        |
| 评论家选择电影奖        | 2015年1月15日  | 最佳年輕演員               | | 提名  | [ 27 ]        |
| 评论家选择电影奖        | 2015年1月15日  | 最佳整體演出               | 《布达佩斯大饭店》全體演員 | 提名  | [ 27 ]        |
| 评论家选择电影奖        | 2015年1月15日  | 最佳原創劇本               | 魏斯·安德森、雨果·堅尼斯 | 提名  | [ 27 ]        |
| 评论家选择电影奖        | 2015年1月15日  | 最佳攝影                   | 羅勃·約曼 | 提名  | [ 27 ]        |
| 评论家选择电影奖        | 2015年1月15日  | 最佳美術指導               | 亞當·斯托克豪森（美術指導）、安娜·平諾克（佈景師）                                                                                    | 獲獎  | [ 27 ]        |
| 评论家选择电影奖        | 2015年1月15日  | 最佳服裝設計               | 米蘭拉·坎農諾 | 獲獎  | [ 27 ]        |
| 评论家选择电影奖        | 2015年1月15日  | 最佳喜劇電影               | 《布达佩斯大饭店》 | 獲獎  | [ 27 ]        |
| 评论家选择电影奖        | 2015年1月15日  | 最佳喜劇男主角             | 雷夫·范恩斯 | 提名  | [ 27 ]        |
| 达拉斯—沃斯堡影评人协会 | 2014年12月15日 | 十佳电影                   | 《布达佩斯大饭店》 | 第5名 | [ 28 ]        |
| 达拉斯—沃斯堡影评人协会 | 2014年12月15日 | 最佳导演                   | 魏斯·安德森 | 提名  | [ 28 ]        |
| 意大利电影金像奖        | 2014年6月10日  | 最佳外語片                 | 《布达佩斯大饭店》 | 獲獎  | [ 29 ]        |
| 底特律影評人協會獎      | 2014年12月15日 | 最佳影片                   | 《布达佩斯大饭店》 | 提名  | [ 30 ]        |
| 底特律影評人協會獎      | 2014年12月15日 | 最佳导演                   | 魏斯·安德森 | 提名  | [ 30 ]        |
| 底特律影評人協會獎      | 2014年12月15日 | 最佳整體演出               | 《布达佩斯大饭店》 | 獲獎  | [ 30 ]        |
| 底特律影評人協會獎      | 2014年12月15日 | 最佳劇本                   | 魏斯·安德森 | 提名  | [ 30 ]        |
| 美国导演工会奖          | 2015年2月7日   | 傑出電影導演               | 魏斯·安德森 | 提名  | [ 31 ]        |
| 都柏林影評人協會獎      | 2014年12月17日 | 十佳電影                   | 《布达佩斯大饭店》 | 第6名 | [ 32 ]        |
| 都柏林影評人協會獎      | 2014年12月17日 | 最佳導演                   | 魏斯·安德森 | 提名  | [ 32 ]        |
| 都柏林影評人協會獎      | 2014年12月17日 | 最佳男主角                 | 雷夫·范恩斯 | 提名  | [ 32 ]        |
| 帝國獎                  | 2015年3月29日  | 最佳喜劇電影               | 《布达佩斯大饭店》 | 提名  | [ 33 ]        |
| 佛罗里达影评人协会      | 2014年12月19日 | 最佳影片                   | 《布达佩斯大饭店》 | 提名  | [ 34 ]        |
| 佛罗里达影评人协会      | 2014年12月19日 | 最佳整體演出               | 《布达佩斯大饭店》 | 獲獎  | [ 34 ]        |
| 佛罗里达影评人协会      | 2014年12月19日 | 最佳導演                   | 魏斯·安德森 | 提名  | [ 34 ]        |
| 佛罗里达影评人协会      | 2014年12月19日 | 最佳原創劇本               | 魏斯·安德森、雨果·堅尼斯 | 獲獎  | [ 34 ]        |
| 佛罗里达影评人协会      | 2014年12月19日 | 最佳攝影                   | 羅勃·約曼 | 提名  | [ 34 ]        |
| 佛罗里达影评人协会      | 2014年12月19日 | 最佳藝術指導/製作設計      | 亞當·斯托克豪森、安娜·平諾克 | 獲獎  | [ 34 ]        |
| 金球獎                  | 2015年1月11日  | 最佳音樂及喜劇電影         | 《布达佩斯大饭店》 | 獲獎  | [ 10 ]        |
| 金球獎                  | 2015年1月11日  | 最佳導演                   | 魏斯·安德森 | 提名  | [ 10 ]        |
| 金球獎                  | 2015年1月11日  | 最佳音樂及喜劇類電影男主角 | 雷夫·范恩斯 | 提名  | [ 10 ]        |
| 金球獎                  | 2015年1月11日  | 最佳劇本                   | 魏斯·安德森 | 提名  | [ 10 ]        |
| 金預告獎                | 2014年5月30日  | 最佳電視廣告圖像           | 《30TV Dynamite》 | 獲獎  | [ 35 ]        |
| 休斯顿影评人协会        | 2015年1月10日  | 最佳影片                   | 《布达佩斯大饭店》 | 提名  | [ 36 ] [ 37 ] |
| 休斯顿影评人协会        | 2015年1月10日  | 最佳導演                   | 魏斯·安德森 | 提名  | [ 36 ] [ 37 ] |
| 休斯顿影评人协会        | 2015年1月10日  | 最佳劇本                   | 魏斯·安德森、雨果·堅尼斯 | 提名  | [ 36 ] [ 37 ] |
| 休斯顿影评人协会        | 2015年1月10日  | 最佳攝影                   | 羅勃·約曼 | 提名  | [ 36 ] [ 37 ] |
| 休斯顿影评人协会        | 2015年1月10日  | 最佳原創音樂               | 亞歷山大·戴斯培 | 獲獎  | [ 36 ] [ 37 ] |
| 休斯顿影评人协会        | 2015年1月10日  | 最佳海報設計               | 安妮·阿特金斯（Annie Atkins） | 獲獎  | [ 36 ] [ 37 ] |
| 銀緞帶獎                | 2014年6月28日  | 最佳服裝設計               | 米蘭拉·坎農諾 | 獲獎  | [ 38 ]        |
| 葛萊美獎                | 2015年2月8日   | 最佳視覺媒體原聲音樂       | 亞歷山大·戴斯培 | 獲獎  | [ 12 ]        |
| 哥譚獨立電影獎          | 2014年12月1日  | 最佳長片                   | 《布达佩斯大饭店》 | 提名  | [ 39 ]        |
| 哥譚獨立電影獎          | 2014年12月1日  | 觀眾獎                     | 《布达佩斯大饭店》 | 提名  | [ 39 ]        |
| 國際電影樂評人協會獎    | 2015年2月19日  | 年度電影配樂               | 亞歷山大·戴斯培 | 提名  | [ 40 ]        |
| 國際電影樂評人協會獎    | 2015年2月19日  | 最佳喜劇電影原創配樂       | 亞歷山大·戴斯培 | 獲獎  | [ 40 ]        |
| 國際在線影評人調查獎    | 2015年1月25日  | 最佳影片                   | 《布达佩斯大饭店》 | 提名  | [ 41 ]        |
| 國際在線影評人調查獎    | 2015年1月25日  | 十佳電影                   | 《布达佩斯大饭店》 | 獲獎  | [ 41 ]        |
| 國際在線影評人調查獎    | 2015年1月25日  | 最佳電影                   | 魏斯·安德森 | 提名  | [ 41 ]        |
| 國際在線影評人調查獎    | 2015年1月25日  | 最佳男主角                 | 雷夫·范恩斯 | 提名  | [ 41 ]        |
| 國際在線影評人調查獎    | 2015年1月25日  | 最佳整體演出               | 《布达佩斯大饭店》 | 獲獎  | [ 41 ]        |
| 國際在線影評人調查獎    | 2015年1月25日  | 最佳原創劇本               | 魏斯·安德森、雨果·堅尼斯 | 提名  | [ 41 ]        |
| 國際在線影評人調查獎    | 2015年1月25日  | 最佳美術指導               | 亞當·斯托克豪森、安娜·平諾克 | 獲獎  | [ 41 ]        |
| 國際在線影評人調查獎    | 2015年1月25日  | 最佳原創配樂               | 亞歷山大·戴斯培 | 獲獎  | [ 41 ]        |
| 外聯製片協會獎          | 2015年3月7日   | 傑出時代電影地點           | 克勞斯·達雷爾曼（Klaus Darrelmann） | 獲獎  | [ 42 ]        |
| 倫敦影評人協會獎        | 2015年1月18日  | 年度影片                   | 《布达佩斯大饭店》 | 提名  | [ 43 ] [ 44 ] |
| 倫敦影評人協會獎        | 2015年1月18日  | 年度導演                   | 魏斯·安德森 | 提名  | [ 43 ] [ 44 ] |
| 倫敦影評人協會獎        | 2015年1月18日  | 年度年輕英國演員           | 瑟夏·羅南 | 提名  | [ 43 ] [ 44 ] |
| 倫敦影評人協會獎        | 2015年1月18日  | 年度編劇                   | 魏斯·安德森 | 獲獎  | [ 43 ] [ 44 ] |
| 倫敦影評人協會獎        | 2015年1月18日  | 技術成就獎                 | 亞當·斯托克豪森（美術指導） | 提名  | [ 43 ] [ 44 ] |
| 洛杉磯影評人協會獎      | 2014年12月7日  | 最佳影片                   | 《布达佩斯大饭店》 | 亞軍  | [ 45 ]        |
| 洛杉磯影評人協會獎      | 2014年12月7日  | 最佳導演                   | 魏斯·安德森 | 亞軍  | [ 45 ]        |
| 洛杉磯影評人協會獎      | 2014年12月7日  | 最佳劇本                   | 魏斯·安德森 | 獲獎  | [ 45 ]        |
| 洛杉磯影評人協會獎      | 2014年12月7日  | 最佳美術指導               | 亞當·斯托克豪森 | 獲獎  | [ 45 ]        |
| 洛杉磯影評人協會獎      | 2014年12月7日  | 最佳剪輯                   | 巴尼·皮林 | 亞軍  | [ 45 ]        |
| MPSE金捲軸獎            | 2015年2月15日  | 英語電影-對白/ADR          | 韋恩·萊默、克里斯多福·斯卡拉波斯奧 | 提名  | [ 46 ]        |
| 國家影評人協會獎        | 2015年1月3日   | 最佳男主角                 | 雷夫·范恩斯 | 亞軍  | [ 47 ]        |
| 國家影評人協會獎        | 2015年1月3日   | 最佳劇本                   | 魏斯·安德森 | 獲獎  | [ 47 ]        |
| 紐約影評人協會獎        | 2014年12月1日  | 最佳剧本                   | 魏斯·安德森 | 獲獎  | [ 48 ]        |
| 在線影評人協會獎        | 2014年12月15日 | 最佳影片                   | 《布达佩斯大饭店》 | 獲獎  | [ 49 ] [ 50 ] |
| 在線影評人協會獎        | 2014年12月15日 | 最佳男主角                 | 雷夫·范恩斯 | 提名  | [ 49 ] [ 50 ] |
| 在線影評人協會獎        | 2014年12月15日 | 最佳導演                   | 魏斯·安德森 | 提名  | [ 49 ] [ 50 ] |
| 在線影評人協會獎        | 2014年12月15日 | 最佳原創劇本               | 魏斯·安德森 | 獲獎  | [ 49 ] [ 50 ] |
| 在線影評人協會獎        | 2014年12月15日 | 最佳剪輯                   | 巴尼·皮林 | 提名  | [ 49 ] [ 50 ] |
| 在線影評人協會獎        | 2014年12月15日 | 最佳攝影                   | 羅勃·約曼 | 獲獎  | [ 49 ] [ 50 ] |
| 美國製片公會獎          | 2015年1月24日  | 最佳戲劇電影               | 魏斯·安德森、史考特·魯丁、史蒂芬·瑞爾斯、傑里米·道森                                                                                  | 提名  | [ 51 ]        |
| 聖地牙哥影評人協會獎    | 2014年12月15日 | 最佳影片                   | 《布达佩斯大饭店》 | 提名  | [ 52 ]        |
| 聖地牙哥影評人協會獎    | 2014年12月15日 | 最佳導演                   | 魏斯·安德森 | 提名  | [ 52 ]        |
| 聖地牙哥影評人協會獎    | 2014年12月15日 | 最佳男主角                 | 雷夫·范恩斯 | 提名  | [ 52 ]        |
| 聖地牙哥影評人協會獎    | 2014年12月15日 | 最佳原創劇本               | 魏斯·安德森 | 提名  | [ 52 ]        |
| 聖地牙哥影評人協會獎    | 2014年12月15日 | 最佳剪輯                   | 巴尼·皮林 | 提名  | [ 52 ]        |
| 聖地牙哥影評人協會獎    | 2014年12月15日 | 最佳美術指導               | 亞當·斯托克豪森、安娜·平諾克 | 獲獎  | [ 52 ]        |
| 聖地牙哥影評人協會獎    | 2014年12月15日 | 最佳配樂                   | 亞歷山大·戴斯培 | 提名  | [ 52 ]        |
| 聖地牙哥影評人協會獎    | 2014年12月15日 | 最佳整體演出               | 《布达佩斯大饭店》 | 提名  | [ 52 ]        |
| 舊金山影評人協會獎      | 2014年12月14日 | 最佳導演                   | 魏斯·安德森 | 提名  | [ 53 ] [ 54 ] |
| 舊金山影評人協會獎      | 2014年12月14日 | 最佳原創劇本               | 魏斯·安德森、雨果·堅尼斯 | 提名  | [ 53 ] [ 54 ] |
| 舊金山影評人協會獎      | 2014年12月14日 | 最佳攝影                   | 羅勃·約曼 | 提名  | [ 53 ] [ 54 ] |
| 舊金山影評人協會獎      | 2014年12月14日 | 最佳美術指導               | 亞當·斯托克豪森 | 獲獎  | [ 53 ] [ 54 ] |
| 卫星奖                  | 2015年2月15日  | 最佳電影                   | 《布达佩斯大饭店》 | 提名  | [ 55 ]        |
| 卫星奖                  | 2015年2月15日  | 最佳服裝設計               | 米蘭拉·坎農諾 | 獲獎  | [ 55 ]        |
| 卫星奖                  | 2015年2月15日  | 最佳藝術指導與製作設計     | 亞當·斯托克豪森、安娜·平諾克、斯蒂芬·格斯勒（Stephan Gessler）                                                                                       | 獲獎  | [ 55 ]        |
| 土星獎                  | 2015年6月25日  | 最佳奇幻電影               | 《布达佩斯大饭店》 | 提名  | [ 56 ]        |
| 土星獎                  | 2015年6月25日  | 最佳劇本                   | 魏斯·安德森 | 提名  | [ 56 ]        |
| 土星獎                  | 2015年6月25日  | 最佳年輕男演員             | | 提名  | [ 56 ]        |
| 土星獎                  | 2015年6月25日  | 最佳美術指導               | 亞當·斯托克豪森 | 提名  | [ 56 ]        |
| 美國演員工會獎          | 2015年1月25日  | 最佳整體演出               | F·梅利·阿伯拉罕、馬修·亞瑪希、阿德里安·布罗迪、威廉·達佛、傑夫·高布倫、哈維·凱托、裘德·洛、標·梅利、瑟夏·羅南、蕾雅·瑟杜、歐文·威爾森 | 提名  | [ 11 ]        |
| 聖路易斯影評人協會獎    | 2014年12月15日 | 最佳影片                   | 《布达佩斯大饭店》 | 提名  | [ 57 ]        |
| 聖路易斯影評人協會獎    | 2014年12月15日 | 最佳导演                   | 魏斯·安德森 | 提名  | [ 57 ]        |
| 聖路易斯影評人協會獎    | 2014年12月15日 | 最佳男配角                 | | 提名  | [ 57 ]        |
| 聖路易斯影評人協會獎    | 2014年12月15日 | 最佳藝術指導               | 《布达佩斯大饭店》 | 獲獎  | [ 57 ]        |
| 聖路易斯影評人協會獎    | 2014年12月15日 | 最佳攝影                   | 羅勃·約曼 | 提名  | [ 57 ]        |
| 聖路易斯影評人協會獎    | 2014年12月15日 | 最佳配樂                   | 亞歷山大·戴斯培 | 提名  | [ 57 ]        |
| 聖路易斯影評人協會獎    | 2014年12月15日 | 最佳特效                   | 《布达佩斯大饭店》 | 提名  | [ 57 ]        |
| 聖路易斯影評人協會獎    | 2014年12月15日 | 最佳喜劇電影               | 《布达佩斯大饭店》 | 提名  | [ 57 ]        |
| 聖路易斯影評人協會獎    | 2014年12月15日 | 最佳藝術片                 | 《布达佩斯大饭店》 | 提名  | [ 57 ]        |
| 多倫多影評人協會獎      | 2014年12月14日 | 最佳剧本                   | 魏斯·安德森 | 獲獎  | [ 58 ]        |
| 多倫多影評人協會獎      | 2014年12月14日 | 最佳影片                   | 《布达佩斯大饭店》 | 亞軍  | [ 58 ]        |
| 多倫多影評人協會獎      | 2014年12月14日 | 最佳导演                   | 魏斯·安德森 | 第3名 | [ 58 ]        |
| 多倫多影評人協會獎      | 2014年12月14日 | 最佳男主角                 | 雷夫·范恩斯 | 第3名 | [ 58 ]        |
| 溫哥華影評人協會獎      | 2015年1月5日   | 最佳导演                   | 魏斯·安德森 | 提名  | [ 59 ] [ 60 ] |
| 溫哥華影評人協會獎      | 2015年1月5日   | 最佳劇本                   | 魏斯·安德森 | 獲獎  | [ 59 ] [ 60 ] |
| 視覺特效工會獎          | 2015年1月4日   | 最佳辅助性视觉效果         | 加布里埃爾·桑切斯、珍妮·福斯特（Jenny Foster）、西蒙·維塞（Simon Weisse）、揚·伯達（Jan Burda）                                                                        | 提名  | [ 61 ]        |
| 华盛顿特区影评人协会獎  | 2014年12月8日  | 最佳群戏                   | 《布达佩斯大饭店》全體演員 | 提名  | [ 62 ]        |
| 华盛顿特区影评人协会獎  | 2014年12月8日  | 最佳年輕演員               | | 提名  | [ 62 ]        |
| 华盛顿特区影评人协会獎  | 2014年12月8日  | 最佳原创剧本               | 魏斯·安德森 | 提名  | [ 62 ]        |
| 华盛顿特区影评人协会獎  | 2014年12月8日  | 最佳艺术指导               | 亞當·斯托克豪森（美術指導）、安娜·平諾克（布景師）                                                                                    | 獲獎  | [ 62 ]        |
| 华盛顿特区影评人协会獎  | 2014年12月8日  | 最佳摄影                   | 羅勃·約曼 | 提名  | [ 62 ]        |
| 世界电影原声学会獎      | 2014年10月25日 | 年度最佳原創配樂           | 亞歷山大·戴斯培 | 獲獎  | [ 63 ]        |
| 美国编剧工会奖          | 2015年2月14日  | 最佳原創劇本               | 魏斯·安德森（劇本） 魏斯·安德森、雨果·堅尼斯（故事）                                                                                  | 獲獎  | [ 64 ]        |

## 外部連結
- 互联网电影资料库中《歡迎來到布達佩斯大飯店》的獎項 （页面存档备份，存于）